# Манфредо IV дел Васто
Вижте пояснителната страница за други личности с името Манфред.
Манфред IV дел Васто (на италиански: Manfredo IV del Vasto, * 1262 † 1330 или 1340) от род Алерамичи e петият маркграф на Салуцо от 1296 до 1330 г.
Манфред IV e най-възрастният син и наследник на маркграф Томас I (1239–1296) и Луиза ди Чева. Той разширява територията си.
Под влиянието на втората му съпруга той променя реда на наследството в полза на втория му син Манфред V и така предизвиква дългогодишни конфликти между братята Фридрих и Манфред.
Договорът от 29 юли 1332 г. дава възможност на Фридрих да се възкачи на трона, но той умира през 1336 г. През 1340 г. на трона идва Томас II, син на Фридрих.

## Брак и потомство
Жени се два пъти:
∞ 1. 1287 за Беатрис Хоенщауфен (* 1260, Палермо; † 1307), дъщеря на крал Манфред от Сицилия и на Елена Дукина, от която има две деца:
- Фридрих I († 1336), маркграф на Салуцо (1296 – 1336), ∞ 1303 за Маргарита дьо Ла Тур дьо Пен, дъщеря на Хумберт I Виенски, дофин на Виен, от която има две деца 2. за Джакомина ди Биандрате, дъщеря на Гулиелмо ди Сан Джорджо, от която няма деца. Има един извънбрачен син.
- Катерина, ∞ за Гулиелмо Енгана, господар на Бардже

∞ 2. за Изабела Дория († 1353), дъщеря на Бернабò Дория и на Елеонора Фиески, патриции от Република Генуа, от която има четири деца:
- Манфред V († 1392), маркграф на Салуцо (1330–1332), ∞ 1333 за Елеонора Савойска († 1350), дъщеря на Филип Савойски-Ахая, от която има трима сина
- Бонифаций
- Теодор
- Елеонора, ∞ за Ото I, маркиз на Чева

Има и една извънбрачна дъщеря:
- Елинда.